# Red Axes
Red Axes est un groupe israélien de musique électronique et rock, originaire de Tel Aviv.

## Histoire
Le premier album studio de Red Axes, Ballad of the Ice, parait sous le label I'm a Cliché en 2014. L'album à forte teneur en voix et en guitares comprend des collaborations bonus avec Abrão ainsi qu'une reprise de Bela Lugosi's Dead de Bauhaus. Après la sortie de l'album Ballad of Ice, le duo entame une tournée mondiale, gagnant une reconnaissance internationale à la fois sur les pistes de danse et dans les classements musicaux du monde entier.
En 2016, le duo fonde son propre label, Garzen Records, qui sort des albums tels que : The White Screen, Abrao, Deaf Chonky, The Crotches, Siam et leur propre dernier album The Beach Goths. Beach Goths est produit dans leur studio en collaboration avec la famille Garzen élargie - Abrão, Eylonzo Crotch, Gabriel Broid, Adi Bronicki, Thomas Jacksonn, et Iñigo Vontier participent tous à l'album de 12 titres avec l'intention déclarée de créer une « nouvelle aventure cosmique psychédélique » pour les fans. Le résultat est décrit comme « innovant dans la simplicité avec laquelle il parle à l'âme de l'auditeur ainsi que dans l'assortiment de références musicales que chaque morceau contient ». The Beach Goths se compose de 12 morceaux qui peuvent être considérés comme des chemins ; aucun d'entre eux n'est limité à une interprétation spécifique, mais ce qui est clairement défini est l'élément qui les rassemble - une invitation à aborder la musique de la manière la plus naturelle, en étant conscient que chaque expérience d'écoute cache une interprétation purement et exclusivement subjective ».
En 2016, ils produisent Kill the DJ, caractérisé par des saveurs sombres et new wave, et sortent deux albums sur Multi Culti (y compris des remixes de Waiting for a Surprise). Ils publient trois collaborations avec Moscoman : Dikembe Manutu, Subaru Pesha, plus oriental, et un remix de Fernandez, caractérisé par ses tangentes inattendues, ainsi qu'un EP trippant pour Endless Flight. C'est leur Sun My Sweet Sun qui « a peut-être attiré le plus l'attention avec ses cloches, ses carillons et sa mélodie de flûte simple mais très mémorable ».
En 2016, ils fondent leur propre festival, appelé Garzen Festival, et organisent des soirées dans le monde entier. Red Axes se produit à plusieurs reprises en tant que DJ, duo de musique électronique live ou groupe live appelé Red Axes 4. 

## Discographie partielle

### Albums studio
- 2014 : Ballad of the Ice (I'm A Cliché)
- 2017 : The Beach Goths (Garzen Records)
- 2023 : One More City (Fabric Records)